# Acanthops falcata
Acanthops falcata, nombre común hoja muerta  de Sur América, o manta cajón, es un tipo de mantis ubicada históricamente en la familia Acanthopidae y es una de las muchas mantis de varios géneros que se parecen a una hoja muerta.

## Apariencia
Como lo indica su nombre, se parecen a hojas muertas; sin embargo ellas tienen un grado poco común de dimorfismo sexual para una mantis. La hembra, que no vuela, se parece a una hoja muerta enrollada y pesa 400-500 miligramos. El macho, que vuela bien, se parece a una hoja muerta aplastada, y pesa menos de 200 miligramos.se distribuye por: México, Panamá, Colombia, Venezuela, Ecuador, Trinidad, Norte de Argentina.

## Referencias

Macho de Acanthops falcata